# Jürgen Seidel (Autor)
Jürgen Seidel (* 20. November 1948 in Berlin) ist freier Autor.

## Leben
Er wurde in Berlin geboren und wuchs ab dem Alter von fünf Jahren in Neuss auf. Nach der Schule machte er eine Ausbildung zum Fernsehmechaniker. 1969 verließ er Deutschland und ging für drei Jahre nach Australien und Südostasien. Nach seiner Rückkehr holte er sein Abitur nach und studierte Germanistik und Anglistik. Nach Abschluss seines Studiums promovierte er 1984 an der Heinrich-Heine-Universität Düsseldorf zum Dr. phil. mit der Dissertation Figur und Kontext: Strukturtypen der „Helden“ im deutschen Roman seit 1900. Seitdem arbeitete er als freibeauftragter Autor und zusätzlich von 1988 bis 1999 als Lehrbeauftragter an der Universität Düsseldorf. Er gehörte in den 1970er und 80er-Jahren dem Werkkreis Literatur der Arbeitswelt an. Jürgen Seidel veröffentlichte verschiedene Prosa-Werke, literaturwissenschaftliche Publikationen, Hörspiele und Rundfunkbeiträge. Er lebte mit seiner Familie in Neuss, bis er um 2018 nach Königswinter zog. Dort ist er weiterhin schriftstellerisch tätig, schreibt aber keine Jugendromane mehr, die früher einen Schwerpunkt seiner Veröffentlichungen ausmachten.

## Auszeichnungen
- 1993 Literaturpreis der Stadt Siegburg
- 1996 Diotima-Literaturpreis, Neuss

## Werke (Auszug)
- 1990: Der geträumte Kontinent. Die erste Weltumsegelung des James Cook, ISBN 978-3-462-02077-9
- 1998: Harry Heine und der Morgenländer, ISBN 978-3-407-78801-6
- 1998: Georg Büchner, ISBN 978-3-423-31001-7
- 2000: Young Nick und die Verschwörung auf der Endeavour, ISBN 3-407-79804-0
- 2001: Pickel, Clou und Woyzeck, ISBN 3 407 788584
- 2004: Die Seelenpest, ISBN 3-407-80921-2
- 2006: Das Geheimnis um die Seelenpest, ISBN 978-3-407-78957-0
- 2008: Die hundert Leben der Lilly Cavalconti, ISBN 978-3-407-81028-1
- 2010: Blumen für den Führer, ISBN 978-3-570-13874-8
- 2010: Wahnsinnsspiel (vormals Pickel, Clou und Woyzeck), ISBN 978-3-407-74221-6
- 2012: Die Unschuldigen, ISBN 978-3-570-40137-8
- 2013: Das Paradies der Täter, ISBN 978-3-570-15577-6
- 2014: Der Krieg und das Mädchen, ISBN 978-3-570-15763-3
- 2018: Die Rettung einer ganzen Welt, ISBN 978-3-423-26166-1

## Quelle
- Interview bei Schon gelesen?
- Autorenbeschreibung bei der Verlagsgruppe Randomhouse